# Головко, Андрей Валерьевич
Андрей Валерьевич Головко (р. 31 января 1980) — казахстанский лыжник.

## Биография
А. В. Головко родился в Павлодаре. Его родители были спортсменами: отец — лыжник, а мать — легкоатлетка. Лыжами начал заниматься с зимы 1987-88 года.
На зимней Азиаде 2003 года завоевал золото на дистанции 10 км (классика). В эстафете 4×10 км в составе казахстанской четвёрки завоевал серебро.
На зимней Азиаде 2007 года завоевал бронзу на дистанции 15 км вольным стилем.
Участник зимней Олимпиады 2002 года в Солт-Лейк-Сити. Был 21-м в гонке преследования, 18-м — на дистанции 15 км, 23-м — на 50-километровой дистанции. В эстафете 4×10 км — казахстанская дружина была 14-й.
На зимней Олимпиаде 2006 года в Турине был 30-м в дуатлоне, 38-м в индивидуальной гонке преследования на 15 км, 29-м в гонке на 50 км. В эстафете 4×10 км — казахстанская дружина была 13-й.
В 2012 году закончил карьеру и возглавил сборную Казахстана по биатлону.